# Wieża widokowa w Głobikowej
Wieża widokowa w Głobikowej – turystyczna wieża widokowa, otwarta w 2009, położona w zachodniej części Pogórza Strzyżowskiego, na wysokości około 452 m.

## Opis
Wieża znajduje się na terenie miejscowości Głobikowa, obok Szkolnego Schroniska Młodzieżowego „Rozdzielnia Wiatrów”. Wieża o wysokości całkowitej 24 m konstrukcji stalowej wypełnionej drewnem posiada taras widokowy na wysokości 20 m. W 2013 na tarasie zamontowano panoramę wraz z opisem widocznych z tego miejsca szczytów Pogórza Strzyżowskiego, Pogórza Dynowskiego, Pogórza Ciężkowickiego, Pogórza Rożnowskiego, Beskidu Niskiego, Beskidu Sądeckiego, Beskidu Wyspowego i Tatr oraz opis widocznych 10 atrakcji turystycznych regionu.
Wokół wieży znajduje się plac zabaw dla dzieci, wiata oraz Jurapark, w którym ustawiono dotychczas 6 następujących dinozaurów:
- diplodok, ryczący i oświetlony w nocy (waga 4 tony, długość 15 m, wysokość 5 m, szerokość 6 m)
- triceratops (dł. 5 m, wys. 2 m)
- proceratozaur (dł. 9 m, wys. 3,5 m)
- pteranodon (wys. 2,5 m, rozpiętość skrzydeł 3,7 m.)
- gallodactylus (dł. 4 m), atakujący celofyza
- celofyz (dł 3 m)

Do wieży można dojechać drogą asfaltową, najłatwiej z Dębicy około 14 km.

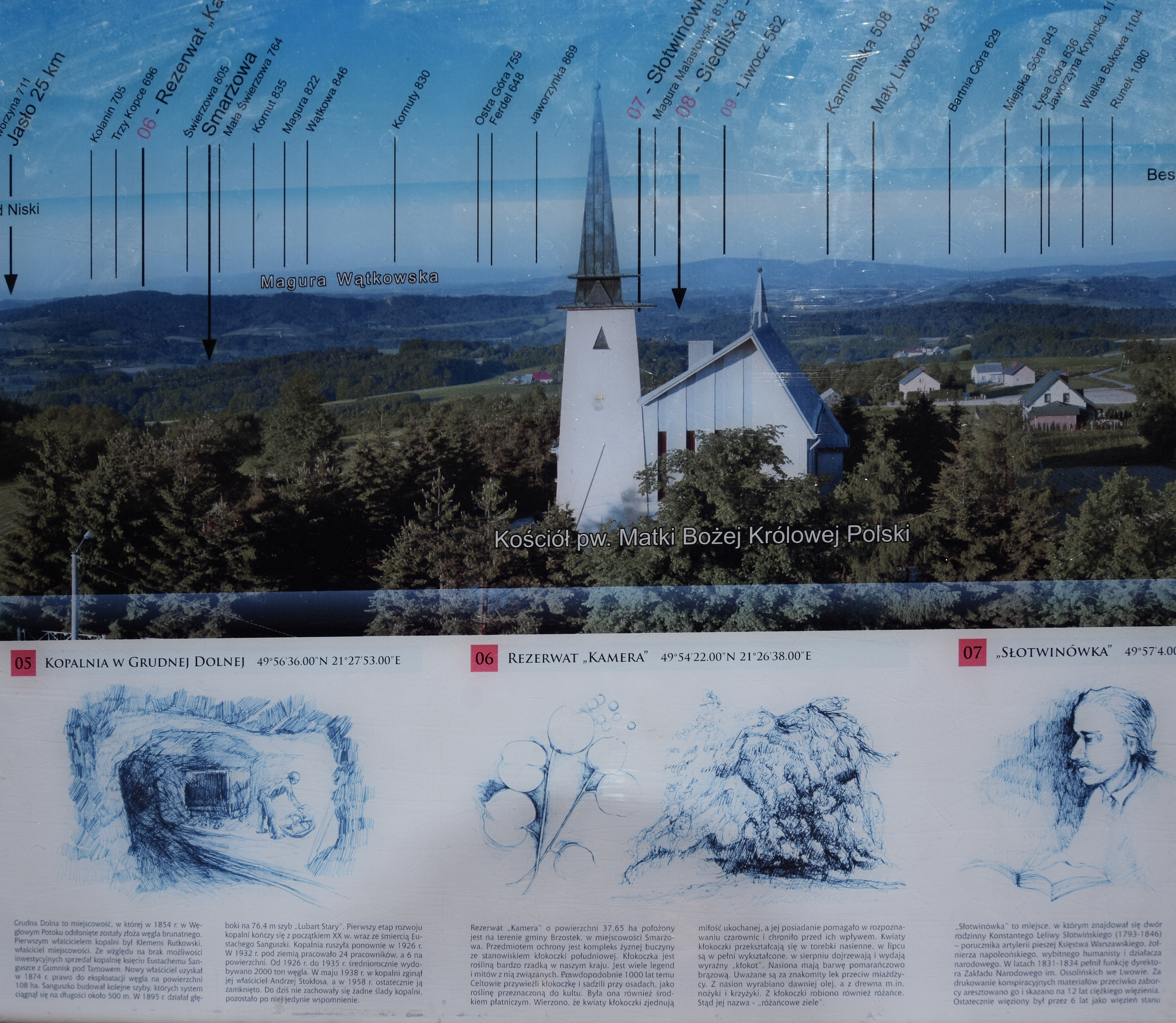
Opis panoramy
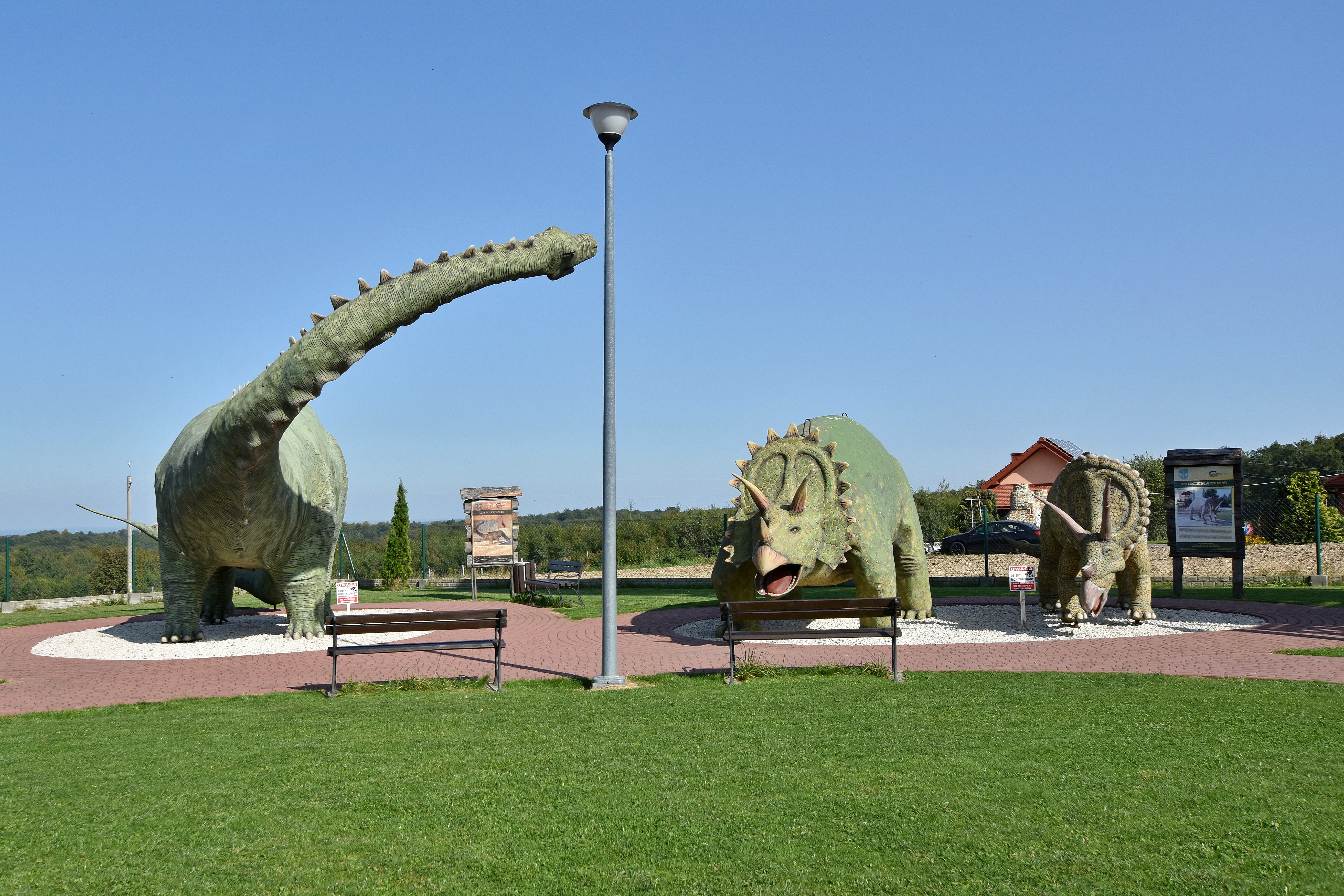
Jurapark
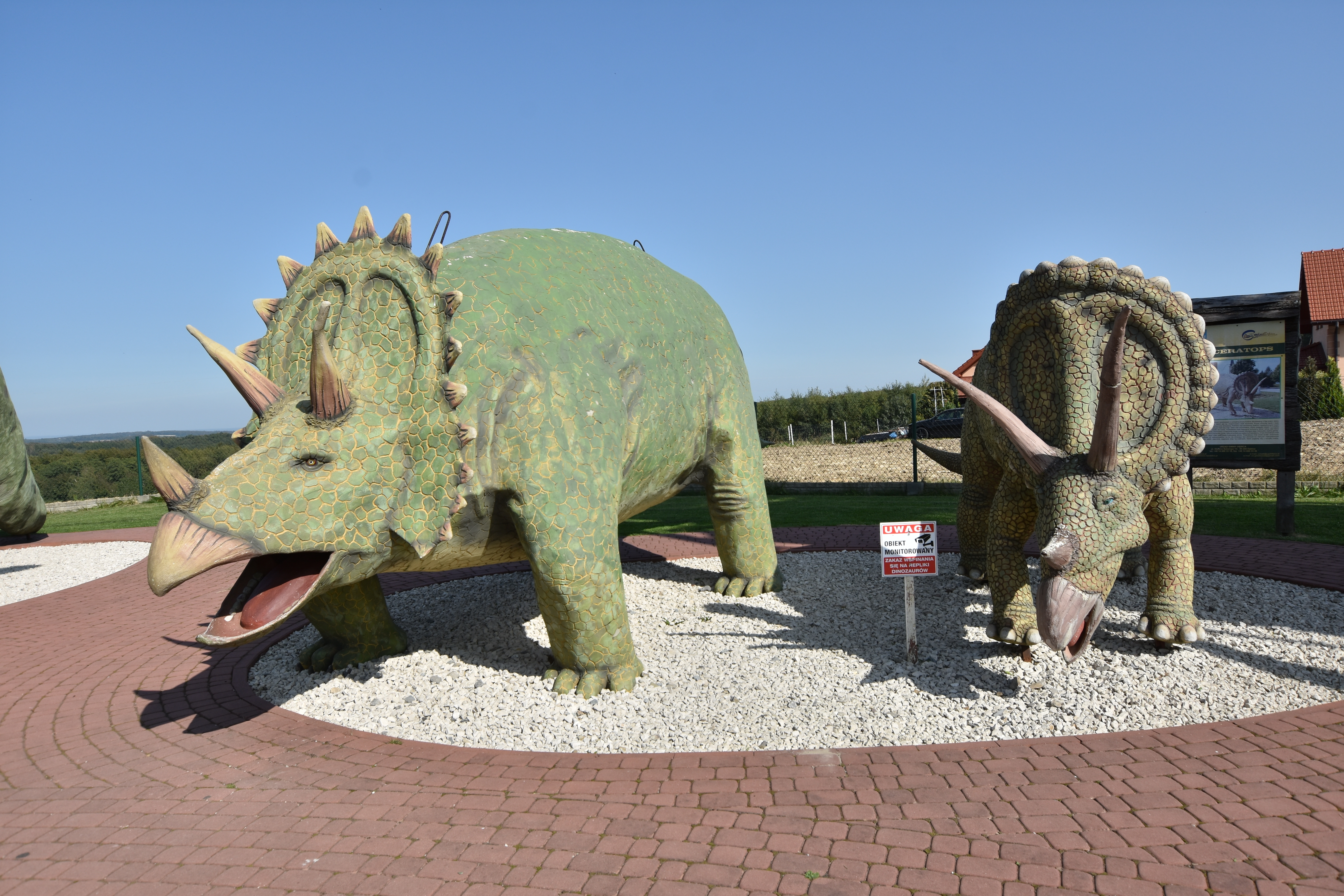
Jurapark